# Live in Europe (álbum de Otis Redding)
Live in Europe (en español, "En vivo en Europa") es el único álbum en vivo del músico estadounidense de soul Otis Redding. Fue el último álbum que lanzó Redding en vida, pues falleció en una accidente aéreo en diciembre de 1967. El álbum fue grabado en marzo, durante la gira por Europa de Redding con Booker T. & The MG's, y publicado en julio del mismo año, por las disqueras Atco y Volt.
Fue seleccionado en el 2003 por la lista Rolling Stone dentro de su listado los 500 mejores álbumes de todos los tiempos, ocupando el puesto 474, pero retirado en la reedición de 2012.

## Contexto

### Grabación
El álbum fue grabado el 21 de marzo de 1967, en el Teatro Olympia, de París, Francia.